# Villanueva del Trabuco
Villanueva del Trabuco – gmina w Hiszpanii, w prowincji Malaga, w Andaluzji, o powierzchni 59,17 km². W 2011 roku gmina liczyła 5482 mieszkańców.